# Gaétan de Knyff
Gaétan de Knyff, Chevalier du Saint-Empire (auch Gaëtan de Knyff; * 5. Mai 1871 in Duffel; † 2. April 1933 in Neuilly-sur-Seine) war ein belgischer Automobilrennfahrer.

## Werdegang
Gaétan de Knyff war der Sohn des Anwalts Oscar de Knyff, Chevalier du Saint-Empire (1830–1897) und dessen Ehefrau Eugénie de Meurs (1846–1917). Er hatte zwei Schwestern und zwei Brüder. Einer seiner Cousins war der französische Automobilrennfahrer und Sportfunktionär René de Knyff. De Knyff heiratete am 2. März 1903 in Paris Marcelle de Werbrouck (1881–1918). Aus der Ehe gingen drei Söhne hervor.
Zur Jahrhundertwende zwischen 18. und 19. Jahrhundert war de Knyff im gerade aufkommenden Automobilsport aktiv. 1899 gewann er auf Panhard & Levassor 16 CV das Rennen Brüssel–Namur–Spa. Beim Rennen Paris–Bordeaux wurde er auf Peugeot Elfter. 1901 nahm er auf Panhard & Levassor 24 CV am Rennen Paris–Berlin teil, erreichte das Ziel aber nicht.
Gaétan de Knyff starb 1933 im Alter von 61 Jahren im französischen Neuilly-sur-Seine.